# Cidade Baixa
Cidade Baixa – brazylijsko-brytyjski dramat filmowy z 2005 roku w reżyserii Sérgio Machado. 
Jego premiera miała miejsce 16 maja 2005 podczas 58. MFF w Cannes, gdzie został zaprezentowany w sekcji "Un Certain Regard". Premiera w Brazylii miała miejsce 4 listopada 2005

## Fabuła
Deco (Lázaro Ramos) i Naldinho (Wagner Moura) przyjaźnią się od czasów dzieciństwa. Są właścicielami małej łodzi Dany Boy. Pewnego dnia spotykają prostytutkę Karinnę (Alice Braga), która podróżuje do Salvadoru w poszukiwaniu zamożnego cudzoziemskiego klienta. Oferują jej pomoc w dostaniu się do miasta i tak zaczyna się opowieść o trójkącie miłosnym, w który uwikłani są bohaterowie. Deco i Naldinho są oczarowani Karinną i w miarę jak coraz bardziej rywalizują o jej względy, ich przyjaźń staje pod znakiem zapytania. Uczucia Karinny wobec obydwu mężczyzn to przyjaźń pomieszana z pożądaniem. 
Akcja filmu rozgrywa się w Salvadorze w tzw. dolnym mieście (port. cidade baixa), gdzie pełno tanich lokali, zakamuflowanych domów publicznych i wąskich uliczek - w środowisku drobnych złodziejaszków i prostytutek. 
Reżyser Sérgio Machado pochodzi z Salvadoru, gdzie toczy się akcja filmu. Na zarzuty, że Cidade Baixa jest przesiąknięty seksem i przemocą, odpowiada:

Chciałem zrobić film, który będzie opowiadał o życiu przedstawicieli brazylijskiej klasy niższej, którzy muszą wciąż walczyć o przeżycie. To nie jest film o faveli, ale także nie jest o klasie wyższej. Chciałem opowiedzieć historię tych ludzi poprzez związek miłosny. Tym właśnie jest ten film, przede wszystkim jest historią miłosną.

Alice Braga w momencie kręcenia filmu miała 22 lat i niewielkie doświadczenie. Jak sama przyznaje, ta rola była dla niej wymagająca. Przefarbowała włosy na blond, aby lepiej wcielić się w postać Karinny. Przygotowywała się też do roli, ćwicząc sztukę uwodzenia ciałem i zmysłowość. Również jej zdaniem Cidade Baixa jest filmem o miłości.

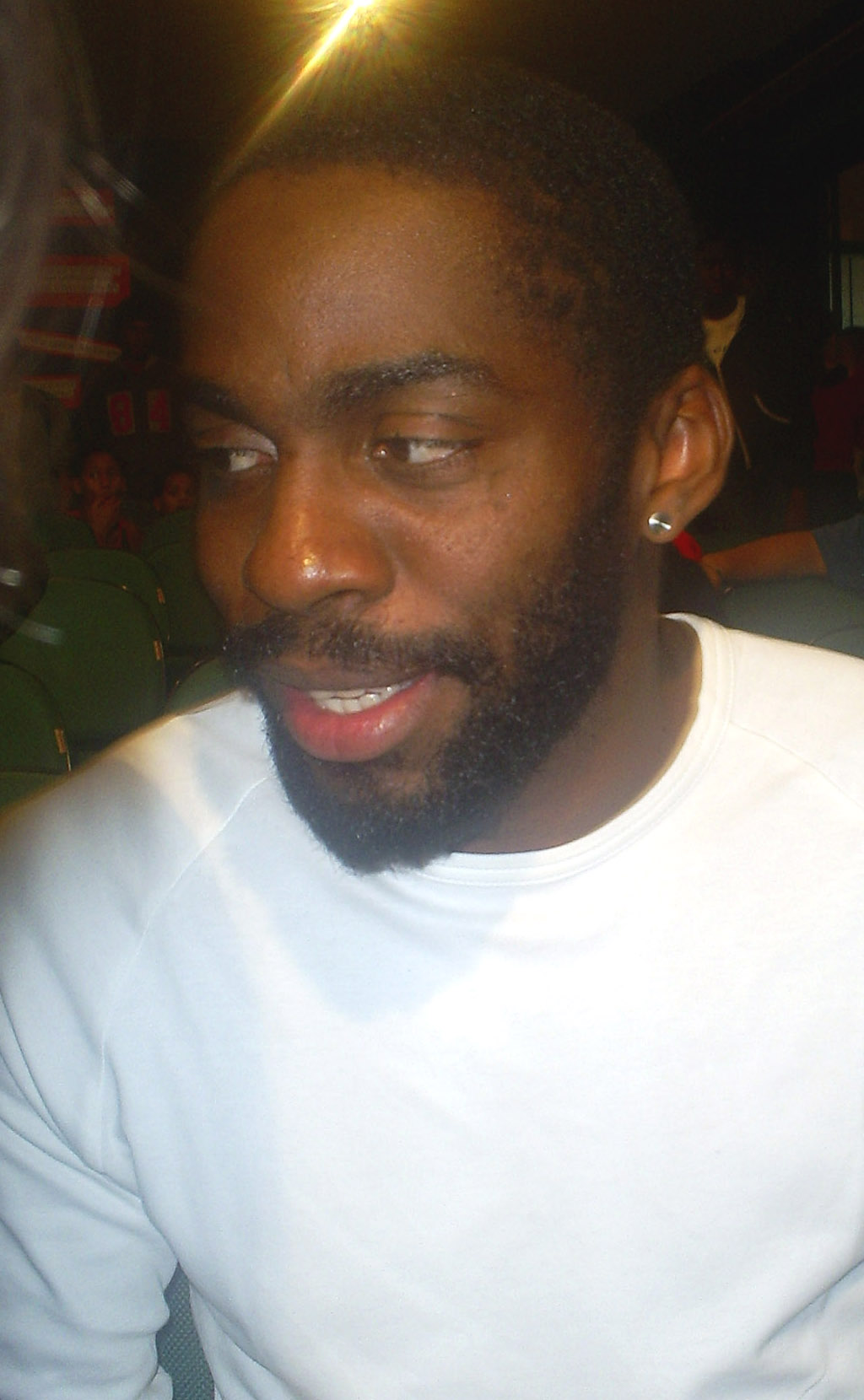
Lázaro Ramos

## Obsada
- Lázaro Ramos - Deco
- Wagner Moura - Naldinho
- Alice Braga - Karinna
- Harildo Deda - Careca
- Maria Menezes - Luzinete
- João Miguel - Edvan
- Débora Santiago - Sirlene
- José Dumont - Sergipano

## Nagrody i nominacje[5]
| Festiwal / Wydarzenie                          | Kategoria                             | Nazwisko                              | Wynik     |
| ---------------------------------------------- | ------------------------------------- | ------------------------------------- | --------- |
| Verona Love Screens Film Festival              | Najlepsza aktorka                     | Alice Braga                           | Nagroda   |
| Verona Love Screens Film Festival              | Najlepszy film                        |                                       | Nagroda   |
| Mostra Internacional de Cinema de São Paulo    | Nagroda Międzynarodowego Jury         | Sérgio Machado                        | Nominacja |
| Associação Paulista de Críticos de Arte        | Najlepsza aktorka                     | Alice Braga                           | Nagroda   |
| Associação Paulista de Críticos de Arte        | Najlepszy reżyser                     | Sérgio Machado                        | Nagroda   |
| Festival do Rio                                | Najlepsza aktorka                     | Alice Braga                           | Nagroda   |
| Festival do Rio                                | Najlepszy film                        |                                       | Nagroda   |
| Prêmio Contigo! de Cinema                      | Najlepsza aktorka                     | Alice Braga                           | Nagroda   |
| Prêmio Contigo! de Cinema                      | Najlepszy aktor                       | Lázaro Ramos                          | Nominacja |
| Prêmio Contigo! de Cinema                      | Najlepszy aktor                       | Wagner Moura                          | Nominacja |
| Prêmio Contigo! de Cinema                      | Najlepszy reżyser                     | Sérgio Machado                        | Nominacja |
| Prêmio Contigo! de Cinema                      | Najlepszy film                        |                                       | Nominacja |
| Prêmio Contigo! de Cinema                      | Najlepszy scenariusz                  | Sérgio Machado Karim Aïnouz           | Nominacja |
| Mons International Festival of Love Films      | Grand Prix                            | Sérgio Machado                        | Nagroda   |
| Miami International Film Festival              | Nagroda specjalna                     | Alice Braga Lázaro Ramos Wagner Moura | Nagroda   |
| Los Angeles Latino International Film Festival | Nagroda Jury za najlepszy scenariusz  | Sérgio Machado Karim Aïnouz           | Nagroda   |
| Festival de Cine Iberoamericano de Huelva      | Najlepszy scenariusz                  | Sérgio Machado                        | Nagroda   |
| Festival de Cine Iberoamericano de Huelva      | Cólon de Ouro                         | Sérgio Machado                        | Nagroda   |
| Festival de Cine Iberoamericano de Huelva      | Cólon Prata: najlepszy aktor          | Wagner Moura                          | Nagroda   |
| Festival de Cine Iberoamericano de Huelva      | Cólon Prata: najlepszy scenariusz     | Sérgio Machado Karim Aïnouz           | Nagroda   |
| Festival de Cinema de Havana                   | Nagroda specjalna                     | Sérgio Machado                        | Nagroda   |
| Grande Prêmio Cinema Brasil                    | Najlepsza aktorka                     | Alice Braga                           | Nagroda   |
| Grande Prêmio Cinema Brasil                    | Najlepszy aktor                       | Lázaro Ramos                          | Nominacja |
| Grande Prêmio Cinema Brasil                    | Najlepszy aktor                       | Wagner Moura                          | Nominacja |
| Grande Prêmio Cinema Brasil                    | Najlepsza scenografia                 | Marcos Pedroso                        | Nominacja |
| Grande Prêmio Cinema Brasil                    | Najlepsze zdjęcia                     | Toca Seabra                           | Nominacja |
| Grande Prêmio Cinema Brasil                    | Najlepsze kostiumy                    | Cristina Camargo André Simonetti      | Nominacja |
| Grande Prêmio Cinema Brasil                    | Najlepszy reżyser                     | Sérgio Machado                        | Nominacja |
| Grande Prêmio Cinema Brasil                    | Najlepsza charakteryzacja             | Rosa Versoça                          | Nominacja |
| Grande Prêmio Cinema Brasil                    | Najlepszy montaż                      | Isabela Monteiro de Castro            | Nominacja |
| Grande Prêmio Cinema Brasil                    | Najlepsza ścieżka dźwiękowa           | Carlinhos Brown Beto Villares         | Nominacja |
| Grande Prêmio Cinema Brasil                    | Najlepszy film                        |                                       | Nominacja |
| Grande Prêmio Cinema Brasil                    | Najlepszy scenariusz oryginalny       | Sérgio Machado Karim Aïnouz           | Nominacja |
| Grande Prêmio Cinema Brasil                    | Najlepszy dźwięk                      |                                       | Nominacja |
| Grande Prêmio Cinema Brasil                    | Najlepszy aktor drugoplanowy          | José Dumont                           | Nominacja |
| Grande Prêmio Cinema Brasil                    | Najlepszy aktor drugoplanowy          | João Miguel                           | Nominacja |
| 58. MFF w Cannes                               | Specjalna Nagroda Młodych             |                                       | Nagroda   |
| Prêmio ABC de Cinematografia                   | Najlepszy scenariusz Najlepszy montaż | Isabela Monteiro de Castro            | Nagroda   |